# Prostitution en Géorgie
La prostitution en Géorgie est illégale mais répandue, en particulier dans la capitale, Tbilissi. De nombreuses ONG attribuent cet état de fait aux conditions économiques difficiles. La prostitution se produit dans les rues, dans les bars, les boîtes de nuit, les hôtels et les lupanars. L'ONUSIDA estime qu'il y a 6 525 prostituées en Géorgie.
Les stations balnéaires de la mer Noire, en particulier Gonio, deviennent une destination de tourisme sexuel pendant les mois d'été. De nombreuses prostituées, principalement d'Asie centrale, et des Russes du Caucase du Nord viennent dans la région. En raison de la proximité de la frontière turque et de l'absence d'obligation de visa pour les Turcs, de nombreux hommes de Turquie viennent dans la région pour trouver des prostituées.
La prostitution des enfants est un problème dans le pays,.

## Situation juridique
La prostitution est passible d'une amende. Les activités connexes sont interdites par le Code pénal :
- Article 143 1 - Traite des êtres humains
- Article 171 - Prostitution des enfants
- Article 253 - prostitution forcée
- Article 254 - Locaux utilisés pour la prostitution

Des prostituées sont parfois arrêtées pour des infractions à l'ordre public.

## Santé sexuelle
La Géorgie a un taux élevé d'IST, en particulier près de la frontière turque. Bien que l'ONUSIDA rapporte une utilisation élevée du préservatif entre les professionnel(le)s du sexe et les clients (95,4 %), les professionnel(le)s du sexe constituent un groupe à haut risque. Les infections sont généralement transmises lors d'attaques violentes des clients. La stigmatisation empêche certaines professionnelles du sexe d'accéder aux soins de santé. Il y a un taux de syphilis active de 10,8 % et une prévalence du VIH de 0,7 % parmi les professionnel(le)s du sexe selon l'ONUSIDA.
La distribution de préservatifs et de lubrifiants ainsi que la redirection vers le traitement sont assurées par l'ONG Tanadgoma.

## Trafic sexuel
La Géorgie est un pays d'origine, de transit et de destination pour les femmes et les filles victimes de trafic sexuel. Les femmes et les filles de Géorgie sont victimes de trafic sexuel dans le pays, en Turquie et, dans une moindre mesure, en Chine et aux Émirats arabes unis. La Géorgie est également un pays de transit pour les femmes d'Asie centrale exploitées en Turquie. Les femmes d'Azerbaïdjan et d'Asie centrale sont soumises à la prostitution forcée dans les zones touristiques de la région d'Adjarie et dans les saunas, les clubs de strip-tease, les casinos et les hôtels. La majorité des victimes de la traite identifiées sont de jeunes femmes étrangères à la recherche d'un emploi.
En 2006, le pays a incorporé dans son droit interne le Protocole pour prévenir, réprimer et punir la traite des personnes, en particulier des femmes et des enfants, additionnel à la Convention des Nations unies contre la criminalité transnationale organisée et à la Convention du Conseil de l'Europe sur la lutte contre la traite des êtres humains. La peine pour la traite des êtres humains en Géorgie est de 15 ans. Il existe également une loi spéciale pour protéger les familles des femmes géorgiennes qui craignent des représailles de la part des chefs de gang de femmes qui refusent d'être forcées à se prostituer à l'étranger.
Le gouvernement a enquêté sur 12 nouveaux cas de trafic sexuel en 2016, contre 11 en 2015.
Le Bureau de surveillance et de lutte contre la traite des personnes du département d'État des États-Unis classe la Géorgie parmi les pays de « niveau 1 ».

## Territoires contestés
Bien que l'Abkhazie et l'Ossétie du Sud aient déclaré leur indépendance de la Géorgie et soient autonomes, elles ne sont généralement pas internationalement reconnues.

### Abkhazie
La prostitution en Abkhazie est endémique, y compris la prostitution des enfants. Le VIH parmi les professionnel(le)s du sexe est estimé à 60 à 70% dans certaines régions.

### Ossétie du Sud
À la suite du conflit en Ossétie du Sud, de nombreux hommes sont partis travailler en Russie. Certaines des femmes qui ont été laissées pour compte ont été contraintes de se tourner vers la prostitution pour survivre. De nombreux adolescents se sont également tournés vers la prostitution et la prostitution des enfants est devenu un problème, en particulier dans la capitale, Tskhinvali.

## Voir également
- Prostitution en Union soviétique